# Brunello di Montalcino

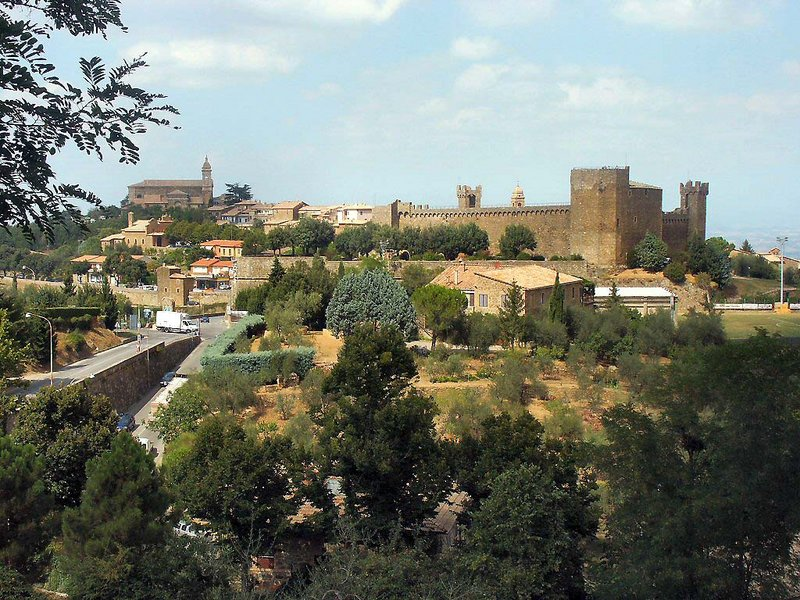
Montalcino

Brunello di Montalcino es un vino tinto DOCG italiano producido en los viñedos que rodean la ciudad de Montalcino, en la provincia de Siena, ubicada a unos 80 km al sur de Florencia, en la región vinícola de la Toscana y elaborado con uvas sangiovese. Es uno de los vinos más conocidos y caros de Italia.
El Brunello di Montalcino aparece por primera vez con dicho nombre en 1865 creado por Ferruccio Biondi-Santi cuyos vinos estaban hechos con la uva Brunello que su abuelo Clemente Santi había aislado hacia 1840.
Brunello, un diminutivo de Bruno ("marrón"), es el nombre que se le dio localmente a lo que se creía que era una variedad de uva individual cultivada en Montalcino. En 1879, la Comisión de Anfelografía de la Provincia de Siena determinó, después de unos años de experimentos controlados, que Sangiovese y Brunello eran la misma variedad de uva, y que la primera debería ser su nombre designado. En Montalcino, el nombre Brunello evolucionó a la designación del vino producido con 100% Sangiovese.
En 1966, este vino recibió el reconocimiento como vino DOC. En 1980, Brunello di Montalcino fue uno de los cuatro vinos galardonados con la primera denominación Denominazione di Origine Controllata e Garantita (DOCG) junto con el Vino Nobile di Montepulciano, Barolo y Barbaresco. A nivel internacional, cuenta con registro como denominación de origen, conforme al Sistema de Lisboa, ante la Organización Mundial de la Propiedad Intelectual, desde el 30 de julio de 2009.